# Sorex arcticus
Sorex arcticus (мідиця арктична) — вид роду мідиць (Sorex) родини мідицевих (Soricidae).

## Поширення
Країни поширення: Канада, США. Найбільш часто зустрічаються в траво-осокових болотах, заливних луках, та в інших вологих відкритих місцинах, прилеглих до бореальних лісів.

## Опис
Має оригінальне триколірне хутро. Темно-коричневого або чорного кольору на спині від голови до основи хвоста, боки світло-коричневі, низ сірувато-коричневий. Хвіст зверху темно-коричневий і поступово стає світло-коричневим знизу. Хутро сивіє в зимовий час. Довжина тіла: від 10 см до 12 см в тому числі 4 см хвіст. Вага від 5 до 13 грамів.

## Стиль життя
Їсть майже виключно комах. Активний вдень і вночі. Єдині відомі хижаки: арктичні сови.
Сезон розмноження триває від кінця зими до середини літа. Вагітність триває близько трьох тижнів. Народжується від 5 до 9 дитинчат. Буває в середньому з 3 приплоди на рік.